# Torrox Costa
Torrox Costa es una localidad española del municipio de Torrox, en la provincia de Málaga, comunidad autónoma de Andalucía. Está situada en el litoral del término municipal. Se trata del núcleo de población con más solera de la costa Torroxeña. En Torrox Costa se sitúa el faro, el mirador, el centro de interpretación de Caviclum, la oficina de turismo y el inicio del paseo marítimo. En 2024 tenía una población de 13 660 habitantes.

## Geografía
Torrox Costa limita con:
- Norte: Torrox
- Este: Nerja
- Oeste: El Morche
- Sur: Mar Mediterráneo

## Historia
En época romana, Torrox Costa se llamaba Caviclum; aún persisten algunos vestigios de la necrópolis, las termas, hornos alfareros y algunas dependencias de casas. Se sabe que Caviclum fue un importante puerto romano que exportaba garum, una especie de salmuera de pescado aromatizada con hierbas.
Los Reyes Católicos mandaron construir un castillo, que se ubicaría donde está el faro.
En época napoleónica se construyó en el faro otro castillo, pero esta vez al estilo francés. Los mismos franceses lo destruyeron cuando fueron derrotados. 
En época Contemporánea se construyó el faro. 

## Demografía
Según el Instituto Nacional de Estadística, en 2019 Torrox Costa contaba con una población de 10 742 habitantes, de los cuales 5423 eran hombres y 5319 mujeres.

## Autobuses interurbanos
Torrox Costa no está integrado formalmente en el Consorcio de Transporte Metropolitano del Área de Málaga, aunque la siguiente línea de autobús interurbano opera en su territorio:
| Línea | Trayecto                                |
| ----- | --------------------------------------- |
| M-363 | Málaga-Torrox (por Torre de Benagalbón) |